# Корнетт, Джим
Дже́ймс Ма́рк Корне́тт (англ. James Mark Cornette, род. 17 сентября 1961, Луисвилл, Кентукки) — американский писатель и подкастер, ранее работавший в индустрии рестлинга в качестве агента, букера, комментатора, менеджера, промоутера, тренера и иногда рестлера.
За свою карьеру он работал в Continental Wrestling Association, Mid-South Wrestling, World Class Championship Wrestling, Jim Crockett Promotions, World Championship Wrestling, World Wrestling Federation (сейчас WWE), Total Nonstop Action Wrestling (сейчас Impact Wrestling) и Ring of Honor. С 1991 по 1995 год он был владельцем и главным букером Smoky Mountain Wrestling, а с 1999 по 2005 год — совладельцем, главным букером и главным тренером Ohio Valley Wrestling. В последние годы своей карьеры Корнетт сосредоточился в основном на закулисных должностях и отошел от роли экранного менеджера.
В 2017 году Корнетт ушел из менеджмента. В переходный период перед уходом на пенсию он работал в качестве экранного руководителя в Total Nonstop Action Wrestling и Ring of Honor, промоушенах, где он также занимал закулисные позиции. У Корнетта также была обширная комментаторская карьера, в последнее время он работал в качестве комментатора в Major League Wrestling, What Culture Pro Wrestling и National Wrestling Alliance. Корнетт является членом Зала славы NWA, Wrestling Observer Newsletter, Мемфиса и рестлинга. Корнетт также известен своей давней враждой в реальной жизни с коллегой, букером рестлинга Винсом Руссо; в июне 2017 года Руссо подал запретительный судебный приказ против Корнетта за преследование. Вражда Корнетта и Руссо была показана в двух эпизодах сериала «Обратная сторона ринга» компании Vice.
Корнетт, атеист и демократический социалист, выступал на шоу The Young Turks с критикой религиозных и правых идей.

## Титулы и достижения
- The Baltimore Sun
  - Не-рестлер года (2007)[5]
- Cauliflower Alley Club
  - Другие лауреаты (1997)[6]
- Iconic Heroes Wrestling Excellence
  - Зал славы Южного рестлинга (2015)[7]
- Memphis Wrestling Hall of Fame
  - С 2017 года[8]
- National Wrestling Alliance
  - Зал славы NWA (2005)[9]
- New England Pro Wrestling Hall of Fame
  - С 2015 года[10]
- Pro Wrestling Illustrated
  - Менеджер года (1985, 1993, 1995)[11]
- Зал славы и музей рестлинга
  - С 2012 года[12]
- World Wrestling Federation
  - Slammy Award (2 раза)
    - Лучший наряд (1994)[13]
    - Худший наряд (1996)[14]
- Wrestling Observer Newsletter
  - Лучший букер (1993, 2001, 2003)[15]
  - Лучший не-рестлер (2006)[15]
  - Лучший в интервью (1985–1988, 1993)[15]
  - Менеджер года (1984–1990, 1992–1996)[15]
  - Лучшая книга о рестлинге (2009) Midnight Express 25th Anniversary Scrapbook[15]
  - Зал славы Wrestling Observer Newsletter (с 1996 года)[16]